# Deutsche Film AG
ДЕФА (DEFA, Deutsche Film AG, Deutsche Film-Aktiengesellschaft) — государственная кинокомпания Германской Демократической Республики (ГДР). В её состав входили несколько киностудий, на которых снимались художественные, документальные, мультипликационные и другие фильмы и телесериалы. На ДЕФА было снято более 700 художественных, в том числе 160 детских фильмов, более 2250 документальных и 750 мультипликационных фильмов, а также дублировано около 8000 зарубежных фильмов. «Якоб-лжец», поставленный на студии в 1974 году, был номинирован на премию «Оскар» в категории «Лучший фильм на иностранном языке».

## История

### Основание
После окончания Второй мировой войны советские оккупационные власти быстро приступили к восстановлению работы киноиндустрии. Кинематографу не в последнюю очередь отводилась роль средства пропаганды. 28 апреля 1945 года комендант Берлина генерал-полковник Николай Берзарин дал разрешение на открытие в городе театров и кинотеатров. 6 июня 1945 года советское объединение «Союзинторгкино» заключило контракт на дубляж фильма Сергея Эйзенштейна «Иван Грозный», за который отвечал Вольфганг Штаудте. 14 июня 1945 года под советским руководством акционерное общество Afifa в Берлине-Кёпенике изготовило с оригинального негатива 1000 цветных копий советского фильма-сказки «Каменный цветок». 4 июля 1945 года «Союзинторгкино» приняло во владение все кинотеатры, ранее принадлежавшие УФА, и возобновило их эксплуатацию. Затем Советская военная администрация в Германии (СВАГ) реорганизовала все кинопроизводство в советской зоне оккупации.
25 августа 1945 года Центральное управление народного образования под руководством видного деятеля КПГ Пауля Ванделя начало работу в качестве консультативного органа СВАГ. Начальником отдела искусства и литературы (и кино) стал Герберт Фолькман. К нему обратились главный осветитель УФА Альфред Линдеман, фотохимик и кинотехник Курт Метциг, актёр Адольф Фишер, художники-постановщики Карл Хаакер и Вилли Шиллер и актёр Ханс Клеринг с инициативой возобновить кинопроизводство.
Чтобы иметь полное влияние на производство фильмов, Главноначальствующий СВАГ 30 октября 1945 года приказом № 124 конфисковал все принадлежавшие Германскому рейху кинопроизводственные активы в советской зоне оккупации. Под этот приказ подпадали УФА, Тобис, Теш и Афифа. Эти компании, которыми управляли попечители, назначенные СВАГ, были объединены в «Союзинторгкино» в Германии, и им было разрешено принимать заказы только от учреждений, имевших лицензию СВАГ.
22 ноября 1945 года в уцелевшем боковом крыле берлинского отеля «Адлон» состоялось первое собрание деятелей культуры, кинематографистов и писателей, посвященное возобновлению кинопроизводства в советской зоне оккупации. Под руководством Пауля Ванделя собрались члены киноактива, а также Болеслав Барлог, Ханс Деппе, Ханс Фаллада, Вернер Хохбаум, Герхард Лампрехт, Герберт Майш, Петер Певас, Вольфганг Штаудте, Гюнтер Вайзенборн, Фридрих Вольф, Марион Келлер и др. 28 ноября 1945 года по приказу коменданта района Берлин-Трептов главный районный прокурор Альберт Вилькенинг принял на себя временное руководство Tobis Filmkunst AG. В январе 1946 года киноактив был официально зарегистрирован в соответствии с гражданским законодательством как компания, включенная в состав Центрального управления народного образования, и разместил свою штаб-квартиру на Донхофплац в бывшем административном здании УФА по адресу Краузенштрассе 38/39. Альфред Линдеман стал начальником и заведующим производством, Карл Ханс Бергман в качестве первого заместителя отвечал за экономику и администрацию, Курт Метциг – за кинохронику, Вилли Шиллер – за технические вопросы, а Ханс Клеринг – за контакты с советской военной администрацией. Начальник отдела искусства и литературы (и кино) Главного управления народного образования Герберт Фолькман отвечал за политическую и художественную работу. Задачей киноактива было «возродить немецкую киноиндустрию на территории советской зоны оккупации». 19 февраля 1946 года вышел первый номер киножурнала «Очевидец».
17 мая 1946 года в Потсдам-Бабельсберге в павильоне Альтхоф состоялось учреждение компании Deutsche Film-AG. Сокращенную форму названия DEFA предложил Адольф Фишер, логотип был разработан Хансом Клерингом. Начальник Управления пропаганды СВАГ полковник Сергей Тюльпанов вручил лицензию на «производство фильмов всех категорий» (не на их прокат). Обладателями лицензии были члены киноактива Ханс Клеринг, Карл Хаакер, Альфред Линдеман, Курт Метциг, Вилли Шиллер и Адольф Фишер. На торжественном открытии присутствовал также начальник отдела культуры Управления пропаганды СВАГ майор Александр Дымшиц.

### Первые шаги
13 августа 1946 года компания Deutsche Film GmbH по адресу Берлин SW 68, Краузенштрассе 38/39 была зарегистрирована в торговом реестре в Берлин-Митте. Компаньонами были Альфред Линдеман, Карл Ханс Бергман и Герберт Фолькман. Уставный капитал составлял 20 тыс. рейхсмарок. Линдеман и Бергман были назначены управляющими директорами, а Клеринг — доверенным лицом. 14 июня 1947 года юридический адрес компании был перенесён из Берлина в Потсдам. Однако четыре павильона Tobis Filmkunst GmbH/Tobis Syndikat GmbH в Берлин-Йоханнистале продолжали служить производственной базой DEFA.
В 1947 году советская администрация еще больше расширила свое влияние. Приказ СВАГ № 174 от 23 октября обязал правительство земли Бранденбург передать бывшую территорию УФА в Бабельсберге Советскому Союзу «в целях удовлетворения репарационных требований СССР из немецкой собственности». Территория больше не была доступна DEFA. Контроль над ней осуществляло техническое бюро кинематографии — учреждение при Совете Народных Комиссаров СССР. Советское акционерное общество «Линза», в зону ответственности которого входили все кинокомпании в советской зоне оккупации, включая прокат, кинокопировальные фабрики и кинотеатры, также имело свою штаб-квартиру в Потсдам-Бабельсберге. Оно в свою очередь подчинялось Управлению советских акционерных обществ в Берлин-Вайсензее.
11 ноября 1947 года компания Deutsche Film GmbH была преобразована в советско-германское акционерное общество, хотя логотип DEFA был сохранён. Уставной капитал общества с ограниченной ответственностью был перенят компанией СЕПГ VOB Zentrag, увеличился с 20 тыс. до 10 млн рейхсмарок и принадлежал на 45 % немецкой стороне и на 55 % советской стороне. В правление совместной компании вошли бывшие компаньоны Deutsche Film GmbH Герберт Фолькман, Альфред Линдеман и Карл Ханс Бергман, а с советской стороны — генеральный директор «Совэкспортфильма» в Германии Александр Волькенштейн и кинорежиссёр Илья Трауберг. Наблюдательный совет, состоящий из девяти членов, был сформирован в соответствии с соотношением долей. В тот же день СЕПГ обеспечила себе широкое влияние на кинопроизводство Восточной Германии: при Центральном секретариате СЕПГ была сформирована кинокомиссия (позже комиссия ДЕФА). В её состав вошли Антон Акерман, Отто Мейер, Эрих Гниффке, Пауль Вандель и Густав фон Вангенхайм. Производственный план DEFA, а также черновые и окончательные версии всех фильмов необходимо было представлять на утверждение комиссии DEFA. В специальном соглашении к учредительному договору было предусмотрено, что «кадровая политика ДЕФА [...] будет осуществляться в согласовании с ответственным отделом Центрального комитета СЕПГ». Акционеры DEFA должны были взять на себя обязательство осуществлять свои функции «исключительно» в качестве попечителей СЕПГ и «без возражений придерживаться её указаний в рамках договора об учреждении общества». Все вопросы принципиальной важности решались СЕПГ. Альберт Вилькенинг стал техническим директором DEFA в качестве постоянного представителя Александра Волькенштейна.
Преемником Бергмана в совете директоров DEFA стал Гюнтер Матерн. Бергман сначала работал начальником отдела прессы и информации, а 1 декабря 1948 года возглавил Немецкое киноиздательство, основанное 9 июля 1947 года, где издавались журналы Neue Filmwelt и Bild und Ton. В 1952 году Немецкое киноиздательство было объединено с Henschel Verlag.
24 марта 1948 года Центральный секретариат СЕПГ поручил правлению DEFA немедленно уволить генерального директора DEFA Линдемана из-за предполагаемых финансовых махинаций. В результате он ушёл с поста управляющего члена совета директоров. Альберт Вилькенинг взял на себя роль руководителя производства. Преемником Линдемана в совете директоров DEFA стал Рудольф Энгель, который ранее был президентом Центрального управления по делам переселенцев. 1 июня Энгель стал вице-президентом Главного управления народного образования и подал в отставку с поста члена правления DEFA. В то же время членом правления DEFA стал Вальтер Янка, ранее работавший в Центральном секретариате СЕПГ. 6 октября Центральный секретариат СЕПГ принял решение уволить акционеров DEFA Фолькмана, Линдемана и Метцига и назначить чиновников СЕПГ Грету Кейлсон, Александра Лёше и Вильгельма Мейснера новыми акционерами.
После того как «Совэкспортфильм» вернул DEFA права на прокат собственных фильмов, 1 ноября 1948 года был основан кинопрокат DEFA.
3 декабря 1948 года DEFA, имевшая уже более 2000 постоянных сотрудников, была внесена в коммерческий реестр как совместное немецко-советское акционерное общество.
1 февраля 1949 года советский режиссёр Александр Андриевский занял пост главы правления DEFA вместо Ильи Трауберга, который скоропостижно скончался 18 декабря 1948 года. 19 апреля Фальк Харнак, директор Немецкого театра, сменил Метцига на посту художественного руководителя студии художественных фильмов DEFA, так как тот попросил освободить его от этих обязанностей. 15 июня Лёше сменил Гюнтера Матерна на посту главы и уполномоченного представителя кинопроката DEFA. 1 июля Зепп Шваб стал заместителем председателя правления DEFA Александра Андриевского. 1 октября 1949 года вышел первый номер газеты компании DEFA-Blende.

### Структурные изменения после образования ГДР
После образования Германской Демократической Республики 7 октября 1949 года DEFA постепенно перешла в немецкие руки. В июле 1950 года советское правительство передало правительству ГДР все павильоны, мастерские и студии звукозаписи. Будучи все еще частноправовой компанией, DEFA вначале подчинялась Министерству легкой промышленности. 1 августа 1950 года была основана компания Progress Film-Verleih, которой был поручен прокат фильмов DEFA. В июле 1952 года делегация из ГДР во главе со Швабом и Харнаком впервые приняла участие в Международном кинофестивале в Карловых Варах.
В октябре 1952 года DEFA была коренным образом реорганизована. 31 декабря 1952 года немецкое общество с ограниченной ответственностью DEFA была распущена. 1 января 1953 года были созданы студия художественных фильмов DEFA, студия детских фильмов DEFA и студия научно-популярных фильмов DEFA, базирующиеся в Потсдам-Бабельсберге, а также студия кинохроники и документальных фильмов DEFA, базирующаяся в Берлине, студия дубляжа DEFA в Берлин-Йоханнистале, копировальная фабрика DEFA в Берлин-Кёпенике и внешнеторговое предприятие DEFA. Будучи государственными предприятиями, они подчинялись непосредственно Государственному комитету по делам кинематографии. Итоговый баланс DEFA GmbH подлежал проверке со стороны аудиторов кинокомитета, ликвидация GmbH не состоялась. «Активы DEFA передаются в качестве народной собственности создаваемым государственным предприятиям».
Помимо исторических зданий с традиционными павильонами 1910—1940-х годов, в которых были сняты классические фильмы студии УФА, такие как «Метрополис» и «Женщина на Луне» Фрица Ланга, а также «Голубой ангел» с Эмилем Яннингсом и Марлен Дитрих, DEFA получила в свое распоряжение и новые павильоны, которые находились на самом высоком технологическом уровне того времени. Бывшие студии УФА в Берлин-Йоханнистале, где снимались такие фильмы, как «Доктор Мабузе, игрок» или «Носферату — Симфония ужаса»также продолжали использоваться. С 7 января 1954 года студия художественных фильмов ДЕФА была передана в состав вновь созданного Министерства культуры. Главное управление по производству фильмов министерства контролировало тематические планы, производство и приемку готовой кинопродукции. В 1955 году была создана студия анимационных фильмов DEFA в Дрезден-Горбице. Специальная студия детских фильмов DEFA так и не возникла, вместо этого при студии художественных фильмов DEFA была создана производственная группа детских фильмов.
В рамках DEFA существовало несколько «художественных рабочих групп», а именно «Красный круг» (с 1959 года под руководством Курта Метцига), «Генрих Грайф» (под руководством Конрада Вольфа), «Солидарность» (под руководством Адольфа Фишера), «Берлин» (под руководством Златана Дудова), «Группа 60» (под руководством Александра Лешера), «Конкрет» (с 1961 года под руководством Анни фон Цитен), «Штахельтир» (под руководством Руди Ханнемана), «Гасс» (с 1961 года, позже переименованная в «Эффект» под руководством Карла Гасса), «Бабельсберг» (под руководством Дитера Вольфа), «Йоханнисталь» и «Дефа Футурум» (1971—1981 под руководством Йоахима Хельвига).
В числе наиболее заметных режиссёров, работавших на ДЕФА, были Конрад Вольф, Курт Метциг, Юрген Брауэр, Франк Байер; среди актёров — Манфред Круг, Армин Мюллер-Шталь, Рольф Хоппе, Катарина Тальбах, Ангелика Домрёзе, Эрвин Гешоннек, Гюнтер Зимон, Эрнст Буш, Фриц Диц, Катрин Мартин и другие.
За годы своего существования студия DEFA произвела более 750 игровых картин; большой подъём наблюдался в документалистике и детском кино.

### Продажа DEFA после распада ГДР
1 июля 1990 года народное предприятие Студия художественных фильмов DEFA была преобразована в Студию DEFA Бабельсберг ГмбХ (запись в торговом реестре от 13 августа 1990 года), а народное предприятие Студия DEFA документальных фильмов – в Студию документальных фильмов DEFA ГмбХ (запись в торговом реестре от 4 сентября 1990 года). С 1990 года Progress Film-Verleih прокатывал продукцию DEFA как общество с ограниченной ответственностью. После спада кинопроизводства и нескольких бесплодных идей по реструктуризации и продаже DEFA, в 1992 году киностудия была наконец продана французскому конгломерату CGE Compagnie Générale des Eaux (Vivendi Universal и Veolia Environnement), а точнее – его дочерней компании CPI (Compagnie Immobiliére) Феникс). Сумма сделки составила 130 млн немецких марок. Новый владелец удалил аббревиатуру «DEFA» из названия компании, и студия была переименована в Studio Babelsberg GmbH. Управляющим директором стал кинорежиссер, лауреат премии «Оскар» Фолькер Шлёндорф, который занимал эту должность до 1996 года.
С 2004 года киностудия работает на национальном и международном уровне под названием Studio Babelsberg AG как в качестве поставщика производственных услуг, так и в качестве продюсера или сопродюсера. В Бабельсберге были сняты такие международные блокбастеры, как «Враг у ворот», «Бесславные ублюдки», «Пианист» и «Отель „Гранд Будапешт“», тем самым продолжая традицию этого места.
В конце 1998 года права на кинофильмы DEFA были переданы основанному некоммерческому фонду DEFA. Цель фонда — сохранить его и сделать доступным для зрителей, а также поддерживать немецкую кинокультуру. Эксклюзивные права на использование (распространение) по всему миру остаются за Progress Film-Verleih. В 1998 году Progress поручила Icestorm Entertainment распространять фильмы DEFA на DVD и видео. Федеральный киноархив хранит исходные материалы фильмов и стремится к долгосрочному сохранению кинонаследия DEFA.
В 2019 году LOOKSfilm приобрела Progress. С 1 апреля 2019 года все кинонаследие ГДР стало доступным на международном уровне и подлежащим лицензированию на архивной платформе Progress Film.

## Структура
Подчинялось Главному управления кинематографии (Hauptverwaltung Film) Министерства культуры ГДР
- Студия кинохроники и документальных фильмов (Studio für Wochenschau und Dokumentarfilme)
- Студия художественных фильмов (Studio für Spielfilme)
  - (1960—1970-е гг.)
    - Творческое объединение «Ротер Крайс» (Gruppe Roter Kreis)
    - Творческое объединение «60» (Gruppe 60)
    - Творческое объединение «Золидаритет» (Gruppe Solidaritaet)
    - Творческое объединение «Конкрет» (Gruppe Konkret)

  - (1970—1999-е гг.)
    - Творческое объединение «Бабельсберг» (Gruppe Babelsberg)
    - Творческое объединение «Йоханисталь» (Gruppe Johannisthal)
    - Творческое объединение «Берлин» (Gruppe Berlin)
- Студия детских фильмов (Studio für Kinderfilme)
- Студия научно-популярных фильмов (Studio für populärwissenschaftliche Filme)
- Студия мультипликационных фильмов (Studio für Trickfilme)
- Студия синхронизации (Studio für Synchronisation)
- Копировальная фабрика (Kopierwerk)
- Предприятие по обмену и торговле фильмами (Filmübernahme- und Außenhandelsbetrieb)
- Симфонический оркестр кинематографии (DEFA-Sinfonieorchester)

## Избранная фильмография
Значительные фильмы студии ДЕФА:
- 1946 — Убийцы среди нас / Die Mörder sind unter uns
- 1947 — Брак в тени / Ehe im Schatten
- 1949 — Ротация (Коричневая паутина) / Rotation
- 1951 — Верноподданный / Der Untertan
- 1957 — Берлин, угол Шёнхаузер / Berlin – Ecke Schönhauser…
- 1958 — Звёзды / Sterne
- 1963 — Голый среди волков / Nackt unter Wölfen
- 1964 — Расколотое небо / Der geteilte Himmel
- 1965 — Кролик — это я / Das Kaninchen bin ich
- 1966 — След камней / Spur der Steine
- 1968 — Мне было девятнадцать / Ich war neunzehn
- 1973 — Легенда о Пауле и Пауле / Die Legende von Paul und Paula
- 1974 — Якоб-лжец / Jakob der Lügner
- 1980 — Соло Санни / Solo Sunny
- 1980 — Жизнеописания — История детей из Гольцова в отдельных портретах / Lebensläufe – Die Geschichte der Kinder von Golzow in einzelnen Porträts (документальный)

Кассовые фильмы:
- 1946 — Где-то в Берлине / Irgendwo in Berlin
- 1947 — Облава / Razzia
- 1948 — Уличное знакомство / Straßenbekanntschaft
- 1948 — Дело Блюма /Affaire Blum
- 1949 — Пёстроклетчатые / Die Buntkarierten
- 1949 — Женитьба Фигаро / Figaros Hochzeit
- 1949 — Голубые мечи / Die blauen Schwerter
- 1950 — Баржа весёлых людей / Der Kahn der fröhlichen Leute
- 1950 — Совет богов / Der Rat der Götter
- 1952 — Женские судьбы / Frauenschicksale
- 1952 — Осуждённая деревня / Das verurteilte Dorf
- 1953 — Секретные документы Сольвей / Geheimakten Solvay
- 1955 — Летняя любовь / Sommerliebe
- 1955 — Бурные мелодии / Rauschende Melodien
- 1955 — Бык из Кульма / Der Ochse von Kulm
- 1958 — Моя жена занимается музыкой / Meine Frau macht Musik
- 1960 — Безмолвная звезда / Der schweigende Stern
- 1960 — Прекрасная Люретта / Die schöne Lurette
- 1968 — Жаркое лето / Heißer Sommer
- 1971 — Время аистов / Zeit der Störche
- 1972 — Человек, пришедший после бабушки / Der Mann, der nach der Oma kam
- 1982 — Беспокойство / Die Beunruhigung
- 1988 — Актриса / Die Schauspielerin

Фильмы об индейцах:
- 1966 – Сыновья Большой Медведицы / Die Söhne der großen Bärin
- 1967 — Чингачгук — Большой Змей / Chingachgook, die große Schlange
- 1968 — След Сокола / Spur des Falken
- 1969 — Белые волки / Weiße Wölfe
- 1970 — Смертельная ошибка / Tödlicher Irrtum
- 1971 — Оцеола / Osceola
- 1972 — Текумзе / Tecumseh
- 1973 — Апачи / Apachen
- 1974 — Ульзана / Ulzana
- 1975 — Братья по крови / Blutsbrüder
- 1983 — Вождь Белое Перо / Der Scout

Фильмы студии художественных фильмов DEFA совместно с другими киностудиями:
- (Творческое объединение «Бабельсберг»)
  - Две строчки мелким шрифтом (1981, совместно с Первым творческим объединением киностудии «Ленфильм»)
  - На пути к Ленину (1969, совместно с Творческим объединением «Луч» киностудии «Мосфильм»)
- (Творческое объединение «Берлин»)
  - Александр Маленький (1981, совместно с Первым творческим объединение Центральной киностудии детских и юношеских фильмов имени М. Горького
- (Творческое объединение «Ротер Крайс»)
  - Коперник (1972, совместно с Творческим объединением «Iluzjon»
- (Творческое объединение «Йоханесталь»)
  - Улыбнись, ровесник! (1976, совместно с Первым творческим объединение киностудии «Мосфильм»)

Фильмы, снятые Студией художественных фильмов DEFA по заказу Телевидения ГДР:
- 1964 – Вдвое больше или ничего
- 1975 – Пират со странностями